# Смуров, Георгий Владимирович
Гео́ргий Влади́мирович Сму́ров (род. 29 мая 1983, Волжский, Волгоградская область, СССР) — российский футболист, нападающий. Старший брат Павел также был футболистом.

## Карьера
Воспитанник ДЮСШ-2 города Камышин. Первый профессиональный контракт подписал с «Ростовом». Долгое время не мог пробиться в основной состав клуба, играя за дубль. 19 ноября 2005 года провёл единственный матч в премьер-лиге — на 61-й минуте матча 30 тура чемпионата против «Зенита» вышел на поле, заменив Александра Данцева. По окончании сезона 2005 года перешёл в команду второго дивизиона «Таганрог», в котором отыграл два сезона. Начиная с 2007 года, выступал за ростовский СКА. Летом 2008 года находился на просмотре в клубе Премьер-лиги «Спартак-Нальчик», но не подошёл ему, и отправился в аренду в нижегородскую «Волгу», где провёл остаток сезона, после чего вернулся в СКА. В первой половине сезона 2009 года провёл за ростовский клуб 8 игр, отличившись при этом дважды. 13 августа был заявлен за курский «Авангард». В первых же семи матчах за новый клуб смог забить семь мячей.

## Достижения
- Победитель зоны «Урал-Поволжье» Второго дивизиона: 2008
- Победитель зоны «Центр» Второго дивизиона: 2009
- Обладатель Кубка ПФЛ: 2008